# Dauntless (fusée)
Pour les articles homonymes, voir dauntless.
Dauntless est un lanceur léger américain en cours de développement qui doit effectuer son premier vol courant 2023. Cette fusée, développée par la start-up Vaya Space, basée en Floride présente la caractéristique, rare parmi les nombreux lanceurs légers développés, d'utiliser une propulsion hybride.
Le moteur STAR-3D utilisé, d'une poussée de 110 kiloNewtons, brûle un mélange de PEHD (propergol solide) et d'oxygène liquide. Le processus de fabrication du bloc de propergol et de l'enveloppe fait appel à l'impression 3D. L'allumage est réalisé à l'aide de lasers. Selon son constructeur, le lanceur doit effectuer un premier vol en 2023.

## Historique
La société Rocket Crafters est fondée en 2017 par Sid Gutierrez, ancien astronaute de la NASA et commandant et pilote de la navette spatiale américaine. Le siège social de la société se situe à Cocoa en Floride à proximité du centre spatial Kennedy. Une équipe de taille réduite (une vingtaine de personnes) tente de mettre au point un propulseur hybride baptisé STAR-3D. Cet engin, conçu pour être fiable, peu coûteux avec une poussée modulable, doit propulser un lanceur léger baptisé Intrepid dont les caractéristiques ne sont pas connues. En mai 2020, au cours du test d'un propulseur sur banc d'essais, une explosion déclenche un feu de broussailles. Après cet incident, la société décide d'abandonner le protoxyde d'azote utilisé comme oxydant au profit de l'oxygène liquide. Cet accident et l'épidémie de Covid placent l'entreprise dans une situation difficile. Une injection de fonds de 10 millions US$ dans la société par des investisseurs privés permet de relancer l'entreprise qui est rebaptisée Vaya Space (de « Vaya con Dios » c'est-à-dire « à Dieu va »). Le nouvel objectif de la société est de développer un lanceur baptisé Dauntless capable de placer 1 tonne en orbite basse et 610 kilogrammes en orbite héliosynchrone (500 km d'altitude). Le propulseur doit être testé en vol en 2021 et le premier vol du lanceur est programmé en 2023,.
Une version du moteur STAR-3D est testée en vol avec succès en janvier 2022 depuis le port spatial de Mojave en Californie. En juillet 2022, la société décroche un premier contrat pour le lancement de CubeSats développés par la société brésilienne All2Space. À la même époque, Vaya Space passe un accord avec la NASA pour l'utilisation des bancs d'essais de l'agence spatiale situés à Stennis. L'objectif est de tester des propulseurs de plus de 10 tonnes de poussée.

## La propulsion hybride

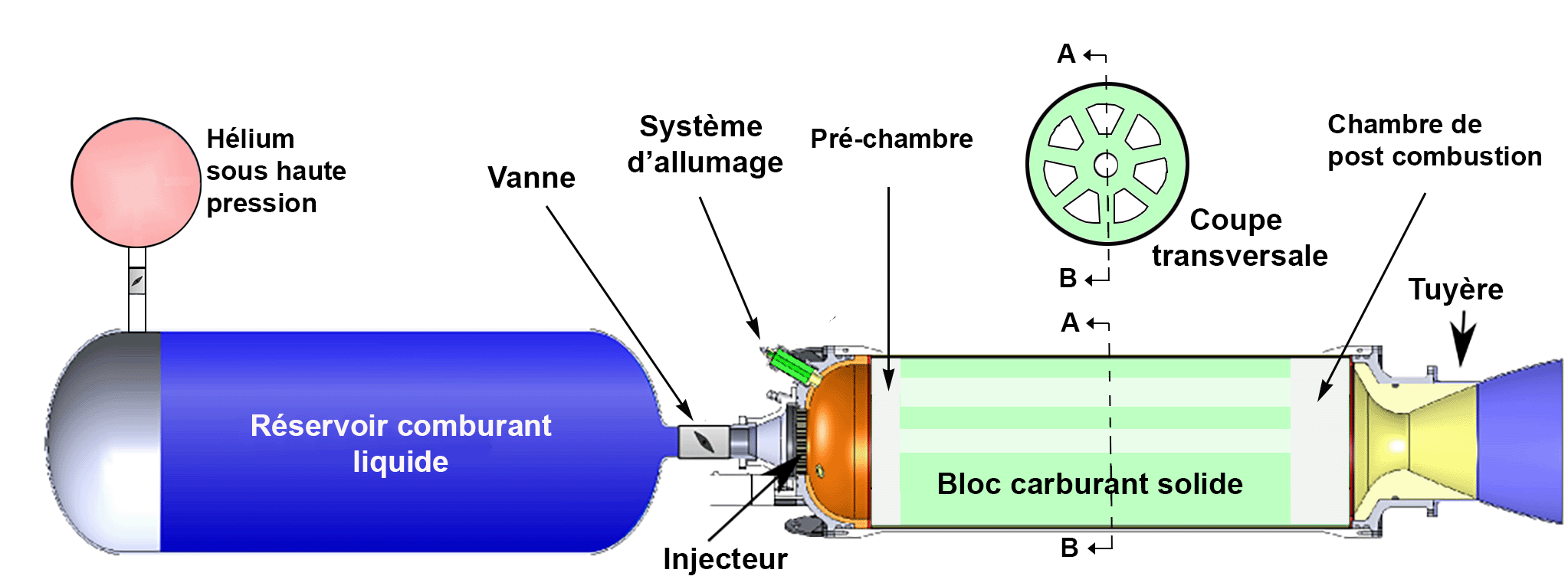
Schéma d'un propulseur hybride

Un propulseur hybride est un moteur-fusée utilisant un mélange d'ergols liquides (ou gazeux) et solides. Ce type de motorisation présente l'avantage, comme tous les moteurs-fusées, de pouvoir fonctionner en l'absence d'atmosphère puisque le carburant et le comburant sont embarqués. Ses caractéristiques en font un compromis entre un moteur-fusée à ergols liquides et un propulseur à propergol solide. Par rapport à un moteur-fusée à ergols liquides, il est de conception plus simple et donc moins fragile et brûle des ergols qui ne sont pas susceptibles d'exploser. Contrairement à un propulseur à propergol solide, la poussée du moteur peut être à tout moment modulée ou interrompue. Enfin, un propulseur hybride est beaucoup plus facile à concevoir et à tester qu'un moteur-fusée à ergols liquides. Mais malgré de nombreux développements au cours des décennies passées, la propulsion hybride se heurte à plusieurs problèmes qui ont jusque là empêché la réalisation d'un lanceur opérationnel : instabilité de combustion, performance médiocre...

## Caractéristiques techniques
Dauntless est un lanceur non réutilisable bi-étages haut de 35 m pour un diamètre de 2,5 m au niveau du premier étage et de 2,15 m au niveau du deuxième étage. La coiffe a également un diamètre de 2,15 m. La fusée peut placer une charge utile de 1 000 kg en orbite terrestre basse (200 km) et 610 kg sur une orbite héliosynchrone (500 km). Les deux étages sont propulsés par un moteur hybride "à vortex" STAR-3D développé par la société. Selon le responsable de la société, le STAR-3D développe une poussée de 110 kiloNewtons avec une impulsion spécifique atteignant 350 secondes. Ce moteur utilise du PEHD (thermoplastique, matériau utilisé dans les bouchons de bouteilles de plastique) comme propergol solide et de l'oxygène liquide comme oxydant. Le système d'allumage, développé en interne, repose sur l'utilisation de lasers. Le processus de fabrication fait appel à l'impression 3D. Les thermoplastiques qui ont été réduits à l'état de granulés sont utilisés par une imprimante 3D qui les dépose couche après couche pour former le bloc de propergol solide. Puis l'enveloppe en fibre de carbone est tissée autour du bloc de propergol en utilisant également l'impression 3D. Selon le dirigeant de la Vaya Space, ce mode de propulsion et le processus de fabrication permettent d'abaisser le coût de lancement à 7 000 US$ par kilogramme. Cette valeur est bien inférieure au coût affiché par les lanceurs concurrents (environ 20 000 US$/kg).